# U tvojego poroga
U tvojego poroga (russisk: У твоего порога) er en sovjetisk spillefilm fra 1962 af Vasilij Ordynskij.

## Medvirkende
- Nadezjda Fedosova
- Pjotr Ljubesjkin
- Lilija Dzjuba som Liza
- Boris Jurtjenko som Mikhail Prokhorenko
- Jurij Gorobets som Perekalin